# Лауреати Державної премії України в галузі науки і техніки (2015)
Державна премія України в галузі науки і техніки — лауреати 2015 року.
На підставі подання Комітету з Державних премій України в галузі науки і техніки Президент України Петро Порошенко видав Указ № 440/2016 від 11 жовтня 2016 року «Про присудження Державних премій України в галузі науки і техніки 2015 року».
На 2015 рік розмір Державної премії України в галузі науки і техніки склав 250 000 гривень кожна. Всього присуджені тринадцять премій за роботи, які мають відповідний дозвіл для публікації у засобах масової інформації та одна премія за підручники.

## Лауреати Державної премії України в галузі науки і техніки 2015 року
| Премійована робота | Лауреати                                  | Коротко про лауреата |
| --- | ----------------------------------------- | --- |
| за цикл наукових праць «Сучасна динаміка матеріалів та елементів конструкцій»                                                                             | Григоренко Олександр Ярославович          | доктор фізико-математичних наук, завідувач відділу Інституту механіки імені С. П. Тимошенка НАН України |
| за цикл наукових праць «Сучасна динаміка матеріалів та елементів конструкцій»                                                                             | Луговий Петро Захарович                   | доктор технічних наук, завідувач відділу Інституту механіки імені С. П. Тимошенка НАН України |
| за цикл наукових праць «Сучасна динаміка матеріалів та елементів конструкцій»                                                                             | Рущицький Ярема Ярославович               | доктор фізико-математичних наук, завідувач відділу Інституту механіки імені С. П. Тимошенка НАН України |
| за цикл наукових праць «Сучасна динаміка матеріалів та елементів конструкцій»                                                                             | Мейш Володимир Федорович                  | доктор фізико-математичних наук, головний науковий співробітник Інституту механіки імені С. П. Тимошенка НАН України |
| за цикл наукових праць «Сучасна динаміка матеріалів та елементів конструкцій»                                                                             | Бабич Степан Юрійович                     | доктор технічних наук, провідний науковий співробітник Інституту механіки імені С. П. Тимошенка НАН України |
| за цикл наукових праць «Сучасна динаміка матеріалів та елементів конструкцій»                                                                             | Ковальчук Петро Савич                     | кандидат фізико-математичних наук, старший науковий співробітник Інституту механіки імені С. П. Тимошенка НАН України |
| за цикл наукових праць «Сучасна динаміка матеріалів та елементів конструкцій»                                                                             | Книш Віталій Васильович                   | доктор технічних наук, завідувач відділу Інституту електрозварювання імені Є. О. Патона НАН України |
| за цикл наукових праць «Сучасна динаміка матеріалів та елементів конструкцій»                                                                             | Барняк Михайло Якимович                   | доктор фізико-математичних наук, пенсіонер |
| за цикл наукових праць «Функціональні властивості об'ємних і поверхневих впорядкованих систем та створення нових металовмісних матеріалів і структур»     | Марченко Олександр Анатолійович           | член-кореспондент Національної академії наук України, завідувач відділу Інституту фізики НАН України |
| за цикл наукових праць «Функціональні властивості об'ємних і поверхневих впорядкованих систем та створення нових металовмісних матеріалів і структур»     | Кордюк Олександр Анатолійович             | член-кореспондент Національної академії наук України, завідувач відділу Інституту металофізики імені Г. В. Курдюмова НАН України |
| за цикл наукових праць «Функціональні властивості об'ємних і поверхневих впорядкованих систем та створення нових металовмісних матеріалів і структур»     | Надутов Володимир Михайлович              | доктор фізико-математичних наук, заступник директора Інституту металофізики імені Г. В. Курдюмова НАН України |
| за цикл наукових праць «Функціональні властивості об'ємних і поверхневих впорядкованих систем та створення нових металовмісних матеріалів і структур»     | Татаренко Валентин Андрійович             | доктор фізико-математичних наук, заступник директора Інституту металофізики імені Г. В. Курдюмова НАН України |
| за цикл наукових праць «Функціональні властивості об'ємних і поверхневих впорядкованих систем та створення нових металовмісних матеріалів і структур»     | Карбівський Володимир Леонідович          | доктор фізико-математичних наук, завідувач відділу Інституту металофізики імені Г. В. Курдюмова НАН України |
| за цикл наукових праць «Функціональні властивості об'ємних і поверхневих впорядкованих систем та створення нових металовмісних матеріалів і структур»     | Гречнєв Геннадій Євгенович                | доктор фізико-математичних наук, заступник директора Фізико-технічного інституту низьких температур імені Б. І. Вєркіна НАН України |
| за цикл наукових праць «Функціональні властивості об'ємних і поверхневих впорядкованих систем та створення нових металовмісних матеріалів і структур»     | Колесніченко Юрій Олексійович             | доктор фізико-математичних наук, завідувач відділу Фізико-технічного інституту низьких температур імені Б. І. Вєркіна НАН України |
| за цикл наукових праць «Функціональні властивості об'ємних і поверхневих впорядкованих систем та створення нових металовмісних матеріалів і структур»     | Найдюк Юрій Георгійович                   | доктор фізико-математичних наук, завідувач відділу Фізико-технічного інституту низьких температур імені Б. І. Вєркіна НАН України |
| за цикл наукових праць «Функціональні властивості об'ємних і поверхневих впорядкованих систем та створення нових металовмісних матеріалів і структур»     | Звягін Андрій Анатолійович                | доктор фізико-математичних наук, провідний науковий співробітник Фізико-технічного інституту низьких температур імені Б. І. Вєркіна НАН України                                                                                            |
| за цикл наукових праць «Функціональні властивості об'ємних і поверхневих впорядкованих систем та створення нових металовмісних матеріалів і структур»     | Гомонай Олена Василівна                   | доктор фізико-математичних наук, професор Національного технічного університету України «Київський політехнічний інститут» |
| за роботу «Сучасні технології синтезу нанодисперсних порошків для матеріалів та виробів конструкційного, функціонального і біомедичного призначення»      | Рагуля Андрій Володимирович               | член-кореспондент Національної академії наук України, заступник директора Інституту проблем матеріалознавства імені І. М. Францевича НАН України                                                                                           |
| за роботу «Сучасні технології синтезу нанодисперсних порошків для матеріалів та виробів конструкційного, функціонального і біомедичного призначення»      | Малюкін Юрій Вікторович                   | член-кореспондент Національної академії наук України, заступник директора Інституту сцинтиляційних матеріалів НАН України |
| за роботу «Сучасні технології синтезу нанодисперсних порошків для матеріалів та виробів конструкційного, функціонального і біомедичного призначення»      | Куліков Леонід Мінейович                  | доктор хімічних наук, завідувач відділу Інституту проблем матеріалознавства імені І. М. Францевича НАН України |
| за роботу «Сучасні технології синтезу нанодисперсних порошків для матеріалів та виробів конструкційного, функціонального і біомедичного призначення»      | Уварова Ірина Володимирівна               | доктор технічних наук, завідувач відділу Інституту проблем матеріалознавства імені І. М. Францевича НАН України |
| за роботу «Сучасні технології синтезу нанодисперсних порошків для матеріалів та виробів конструкційного, функціонального і біомедичного призначення»      | Васильків Олег Орестович                  | доктор технічних наук, провідний науковий співробітник Інституту проблем матеріалознавства імені І. М. Францевича НАН України |
| за роботу «Сучасні технології синтезу нанодисперсних порошків для матеріалів та виробів конструкційного, функціонального і біомедичного призначення»      | Іващенко Олена Андріївна                  | кандидат технічних наук, старший науковий співробітник Інституту проблем матеріалознавства імені І. М. Францевича НАН України |
| за роботу «Сучасні технології синтезу нанодисперсних порошків для матеріалів та виробів конструкційного, функціонального і біомедичного призначення»      | Константінова Тетяна Євгенівна            | доктор фізико-математичних наук, завідувач відділу Донецького фізико-технічного інституту імені О. О. Галкіна НАН України |
| за роботу «Сучасні технології синтезу нанодисперсних порошків для матеріалів та виробів конструкційного, функціонального і біомедичного призначення»      | Даніленко Ігор Анатолійович               | кандидат фізико-математичних наук, старший науковий співробітник Донецького фізико-технічного інституту імені О. О. Галкіна НАН України |
| за роботу «Сучасні технології синтезу нанодисперсних порошків для матеріалів та виробів конструкційного, функціонального і біомедичного призначення»      | Притула Ігор Михайлович                   | доктор фізико-математичних наук, директор Інституту монокристалів НАН України |
| за роботу «Сучасні технології синтезу нанодисперсних порошків для матеріалів та виробів конструкційного, функціонального і біомедичного призначення»      | Масалов Андрій Олександрович              | кандидат фізико-математичних наук, завідувач лабораторії Інституту сцинтиляційних матеріалів НАН України |
| за розробку, побудову та впровадження в експлуатацію сімейства літаків Ан-148-100/Ан-158                                                                  | Кудрявцєв Володимир Олександрович         | головний конструктор державного підприємства «АНТОНОВ» |
| за розробку, побудову та впровадження в експлуатацію сімейства літаків Ан-148-100/Ан-158                                                                  | Подгребельний Микола Семенович            | директор філії державного підприємства «АНТОНОВ» «Серійний завод „АНТОНОВ“» |
| за розробку, побудову та впровадження в експлуатацію сімейства літаків Ан-148-100/Ан-158                                                                  | Іщук Віктор Петрович                      | кандидат технічних наук, головний конструктор державного підприємства «АНТОНОВ» |
| за розробку, побудову та впровадження в експлуатацію сімейства літаків Ан-148-100/Ан-158                                                                  | Проценко Георгій Борисович                | головний конструктор державного підприємства «АНТОНОВ» |
| за розробку, побудову та впровадження в експлуатацію сімейства літаків Ан-148-100/Ан-158                                                                  | Потапенко Павло Володимирович (посмертно) | |
| за розробку, побудову та впровадження в експлуатацію сімейства літаків Ан-148-100/Ан-158                                                                  | Федоров Сергій Іванович                   | заступник головного конструктора державного підприємства «АНТОНОВ» |
| за розробку, побудову та впровадження в експлуатацію сімейства літаків Ан-148-100/Ан-158                                                                  | Філічев Олександр Васильович              | заступник головного конструктора державного підприємства «АНТОНОВ» |
| за розробку, побудову та впровадження в експлуатацію сімейства літаків Ан-148-100/Ан-158                                                                  | Сидоров Алєфтін Сергійович                | начальник виробництва державного підприємства «АНТОНОВ» |
| за розробку, побудову та впровадження в експлуатацію сімейства літаків Ан-148-100/Ан-158                                                                  | Василевський Євген Тимофійович            | кандидат технічних наук, начальник відділу державного підприємства «АНТОНОВ» |
| за розробку, побудову та впровадження в експлуатацію сімейства літаків Ан-148-100/Ан-158                                                                  | Попов Віктор Васильович                   | кандидат технічних наук, голова правління публічного акціонерного товариства «ФЕД» |
| за цикл наукових праць «Структура і динаміка геофізичних полів як відображення еволюції та взаємодії геосфер в Антарктиці»                                | Бахмутов Володимир Георгійович            | доктор геологічних наук, завідувач відділу Інституту геофізики імені С. І. Субботіна НАН України |
| за цикл наукових праць «Структура і динаміка геофізичних полів як відображення еволюції та взаємодії геосфер в Антарктиці»                                | Єгорова Тамара Петрівна                   | доктор геологічних наук, головний науковий співробітник Інституту геофізики імені С. І. Субботіна НАН України |
| за цикл наукових праць «Структура і динаміка геофізичних полів як відображення еволюції та взаємодії геосфер в Антарктиці»                                | Корчагін Ігнат Миколайович                | доктор фізико-математичних наук, провідний науковий співробітник Інституту геофізики імені С. І. Субботіна НАН України |
| за цикл наукових праць «Структура і динаміка геофізичних полів як відображення еволюції та взаємодії геосфер в Антарктиці»                                | Максимчук Валентин Юхимович               | доктор фізико-математичних наук, директор Карпатського відділення Інституту геофізики імені С. І. Субботіна НАН України |
| за цикл наукових праць «Структура і динаміка геофізичних полів як відображення еволюції та взаємодії геосфер в Антарктиці»                                | Залізовський Андрій Владиславович         | доктор фізико-математичних наук, виконувач обов'язків завідувача відділу Радіоастрономічного інституту НАН України |
| за цикл наукових праць «Структура і динаміка геофізичних полів як відображення еволюції та взаємодії геосфер в Антарктиці»                                | Колосков Олександр Валерійович            | кандидат фізико-математичних наук, старший науковий співробітник Радіоастрономічного інституту НАН України |
| за цикл наукових праць «Структура і динаміка геофізичних полів як відображення еволюції та взаємодії геосфер в Антарктиці»                                | Грек Рудольф Харитонович                  | кандидат фізико-математичних наук, провідний науковий співробітник Інституту геологічних наук НАН України |
| за цикл наукових праць «Структура і динаміка геофізичних полів як відображення еволюції та взаємодії геосфер в Антарктиці»                                | Проненко Віра Олександрівна               | кандидат технічних наук, завідувач відділу Львівського центру Інституту космічних досліджень НАН України та Державного космічного агентства України                                                                                        |
| за цикл наукових праць «Структура і динаміка геофізичних полів як відображення еволюції та взаємодії геосфер в Антарктиці»                                | Третяк Корнилій Романович                 | доктор технічних наук, директор інституту геодезії Національного університету «Львівська політехніка» |
| за цикл наукових праць «Структура і динаміка геофізичних полів як відображення еволюції та взаємодії геосфер в Антарктиці»                                | Глотов Володимир Миколайович              | доктор технічних наук, професор Національного університету «Львівська політехніка» |
| за роботу «Енергоефективні електромеханічні системи широкого технологічного призначення»                                                                  | Михальський Валерій Михайлович            | доктор технічних наук, головний науковий співробітник Інституту електродинаміки НАН України |
| за роботу «Енергоефективні електромеханічні системи широкого технологічного призначення»                                                                  | Шаповал Іван Андрійович                   | кандидат технічних наук, старший науковий співробітник Інституту електродинаміки НАН України |
| за роботу «Енергоефективні електромеханічні системи широкого технологічного призначення»                                                                  | Загірняк Михайло Васильович               | доктор технічних наук, ректор Кременчуцького національного університету імені Михайла Остроградського |
| за роботу «Енергоефективні електромеханічні системи широкого технологічного призначення»                                                                  | Садовий Олександр Валентинович            | доктор технічних наук, проректор Дніпродзержинського державного технічного університету |
| за роботу «Енергоефективні електромеханічні системи широкого технологічного призначення»                                                                  | Пересада Сергій Михайлович                | доктор технічних наук, завідувач кафедри Національного технічного університету України «Київський політехнічний інститут» |
| за роботу «Енергоефективні електромеханічні системи широкого технологічного призначення»                                                                  | Клепіков Володимир Борисович              | доктор технічних наук, завідувач кафедри Національного технічного університету «Харківський політехнічний інститут» |
| за роботу «Енергоефективні електромеханічні системи широкого технологічного призначення»                                                                  | Замятін Владислав Валерійович             | головний енергетик публічного акціонерного товариства «Металургійний комбінат „Азовсталь“» |
| за роботу «Енергоефективні електромеханічні системи широкого технологічного призначення»                                                                  | Андрійченко Сергій Олександрович          | начальник відділу публічного акціонерного товариства «Металургійний комбінат „Азовсталь“» |
| за роботу «Енергоефективні електромеханічні системи широкого технологічного призначення»                                                                  | Воробейчик Олег Станіславович             | директор товариства з обмеженою відповідальністю «Семіол»; |
| за роботу «Моніторинг об'єктів в умовах апріорної невизначеності джерел інформації»                                                                       | Бобало Юрій Ярославович                   | доктор технічних наук, ректор Національного університету «Львівська політехніка» |
| за роботу «Моніторинг об'єктів в умовах апріорної невизначеності джерел інформації»                                                                       | Максимович Володимир Миколайович          | доктор технічних наук, завідувач кафедри Національного університету «Львівська політехніка» |
| за роботу «Моніторинг об'єктів в умовах апріорної невизначеності джерел інформації»                                                                       | Стрихалюк Богдан Михайлович               | доктор технічних наук, доцент Національного університету «Львівська політехніка» |
| за роботу «Моніторинг об'єктів в умовах апріорної невизначеності джерел інформації»                                                                       | Писарчук Олексій Олександрович            | доктор технічних наук, начальник кафедри Житомирського військового інституту імені С. П. Корольова |
| за роботу «Моніторинг об'єктів в умовах апріорної невизначеності джерел інформації»                                                                       | Комарова Лариса Олексіївна                | доктор технічних наук, проректор Державного університету телекомунікацій |
| за роботу «Моніторинг об'єктів в умовах апріорної невизначеності джерел інформації»                                                                       | Смук Ростислав Теодорович                 | генеральний директор приватного підприємства «Науково-виробниче приватне підприємство „Спаринг-Віст Центр“» |
| за роботу «Моніторинг об'єктів в умовах апріорної невизначеності джерел інформації»                                                                       | Сторонський Юрій Богданович               | кандидат технічних наук, директор — генеральний конструктор приватного підприємства «Науково-виробниче приватне підприємство „Спаринг-Віст Центр“»                                                                                         |
| за роботу «Моніторинг об'єктів в умовах апріорної невизначеності джерел інформації»                                                                       | Лук'янов Олександр Олексійович            | генеральний директор товариства з обмеженою відповідальністю «ІСК Трансекспо» |
| за роботу «Моніторинг об'єктів в умовах апріорної невизначеності джерел інформації»                                                                       | Ріппенбейн Володимир Володимирович        | головний технолог товариства з обмеженою відповідальністю «ІСК Трансекспо» |
| за цикл наукових праць «Наукові основи збереження та відновлення біотичного і ландшафтного різноманіття України в умовах змін навколишнього середовища»   | Радченко Володимир Григорович             | академік Національної академії наук України, директор державної установи «Інститут еволюційної екології НАН України» |
| за цикл наукових праць «Наукові основи збереження та відновлення біотичного і ландшафтного різноманіття України в умовах змін навколишнього середовища»   | Гродзинський Михайло Дмитрович            | член-кореспондент Національної академії наук України, завідувач кафедри Київського національного університету імені Тараса Шевченка |
| за цикл наукових праць «Наукові основи збереження та відновлення біотичного і ландшафтного різноманіття України в умовах змін навколишнього середовища»   | Ємельянов Ігор Георгійович                | член-кореспондент Національної академії наук України, директор Національного науково-природничого музею НАН України |
| за цикл наукових праць «Наукові основи збереження та відновлення біотичного і ландшафтного різноманіття України в умовах змін навколишнього середовища»   | Загороднюк Ігор Володимирович             | кандидат біологічних наук, старший науковий співробітник Національного науково-природничого музею НАН України |
| за цикл наукових праць «Наукові основи збереження та відновлення біотичного і ландшафтного різноманіття України в умовах змін навколишнього середовища»   | Протопопова Віра Вікторівна               | доктор біологічних наук, провідний науковий співробітник Інституту ботаніки імені М. Г. Холодного НАН України |
| за цикл наукових праць «Наукові основи збереження та відновлення біотичного і ландшафтного різноманіття України в умовах змін навколишнього середовища»   | Шевера Мирослав Васильович                | кандидат біологічних наук, провідний науковий співробітник Інституту ботаніки імені М. Г. Холодного НАН України |
| за цикл наукових праць «Наукові основи збереження та відновлення біотичного і ландшафтного різноманіття України в умовах змін навколишнього середовища»   | Ткач Віктор Петрович                      | доктор сільськогосподарських наук, директор Українського ордена «Знак Пошани» науково-дослідного інституту лісового господарства та агролісомеліорації імені Г. М. Висоцького Державного агентства лісових ресурсів України та НАН України |
| за цикл наукових праць «Наукові основи збереження та відновлення біотичного і ландшафтного різноманіття України в умовах змін навколишнього середовища»   | Черінько Павло Миколайович                | кандидат фізико-математичних наук, керівник сектору Президії НАН України |
| за цикл наукових праць «Наукові основи збереження та відновлення біотичного і ландшафтного різноманіття України в умовах змін навколишнього середовища»   | Бурда Раїса Іванівна                      | доктор біологічних наук, пенсіонер |
| за розробку та впровадження технологій забезпечення техногенної та екологічної безпеки вугледобувних регіонів при ліквідації гірничих підприємств України | Бузило Володимир Іванович                 | доктор технічних наук, директор інституту державного вищого навчального закладу «Національний гірничий університет» |
| за розробку та впровадження технологій забезпечення техногенної та екологічної безпеки вугледобувних регіонів при ліквідації гірничих підприємств України | Павличенко Артем Володимирович            | кандидат біологічних наук, доцент державного вищого навчального закладу «Національний гірничий університет» |
| за розробку та впровадження технологій забезпечення техногенної та екологічної безпеки вугледобувних регіонів при ліквідації гірничих підприємств України | Костенко Віктор Климентович               | доктор технічних наук, завідувач кафедри державного вищого навчального закладу «Донецький національний технічний університет» |
| за розробку та впровадження технологій забезпечення техногенної та екологічної безпеки вугледобувних регіонів при ліквідації гірничих підприємств України | Улицький Олег Андрійович                  | доктор геологічних наук, директор інституту Державної екологічної академії післядипломної освіти та управління |
| за розробку та впровадження технологій забезпечення техногенної та екологічної безпеки вугледобувних регіонів при ліквідації гірничих підприємств України | Єрмаков Віктор Миколайович                | кандидат технічних наук, директор центру Державної екологічної академії післядипломної освіти та управління |
| за розробку та впровадження технологій забезпечення техногенної та екологічної безпеки вугледобувних регіонів при ліквідації гірничих підприємств України | Корж Павло Петрович                       | кандидат технічних наук, директор товариства з обмеженою відповідальністю «Науково-проектний центр ДТЕК» |
| за розробку та впровадження технологій забезпечення техногенної та екологічної безпеки вугледобувних регіонів при ліквідації гірничих підприємств України | Недолужко Валерій Миколайович             | керівник департаменту товариства з обмеженою відповідальністю «Науково-проектний центр ДТЕК» |
| за розробку та впровадження технологій забезпечення техногенної та екологічної безпеки вугледобувних регіонів при ліквідації гірничих підприємств України | Наливайко Ярослав Михайлович              | кандидат технічних наук, виконувач обов'язків генерального директора державного підприємства «Львіввугілля» Міністерства енергетики та вугільної промисловості України                                                                     |
| за розробку та впровадження технологій забезпечення техногенної та екологічної безпеки вугледобувних регіонів при ліквідації гірничих підприємств України | Акімов Олег Анатолійович                  | технічний директор — перший заступник генерального директора державного підприємства «Львіввугілля» Міністерства енергетики та вугільної промисловості України                                                                             |
| за розробку та впровадження технологій забезпечення техногенної та екологічної безпеки вугледобувних регіонів при ліквідації гірничих підприємств України | Дяченко Андрій Павлович                   | заступник генерального директора державного підприємства «Львіввугілля» Міністерства енергетики та вугільної промисловості України |
| за цикл наукових праць «Моноклональні та рекомбінантні антитіла для експериментальної біології, медицини і ветеринарії»                                   | Сидоренко Світлана Павлівна               | член-кореспондент Національної академії наук України, завідувач відділу Інституту експериментальної патології, онкології і радіобіології імені Р. Є. Кавецького НАН України                                                                |
| за цикл наукових праць «Моноклональні та рекомбінантні антитіла для експериментальної біології, медицини і ветеринарії»                                   | Луговський Едуард Віталійович             | член-кореспондент Національної академії наук України, завідувач відділу Інституту біохімії імені О. В. Палладіна НАН України |
| за цикл наукових праць «Моноклональні та рекомбінантні антитіла для експериментальної біології, медицини і ветеринарії»                                   | Колиба Денис Володимирович                | доктор біологічних наук, заступник директора Інституту біохімії імені О. В. Палладіна НАН України |
| за цикл наукових праць «Моноклональні та рекомбінантні антитіла для експериментальної біології, медицини і ветеринарії»                                   | Колеснікова Ірина Миколаївна              | кандидат біологічних наук, старший науковий співробітник Інституту біохімії імені О. В. Палладіна НАН України |
| за цикл наукових праць «Моноклональні та рекомбінантні антитіла для експериментальної біології, медицини і ветеринарії»                                   | Олійник Олена Сергіївна                   | кандидат біологічних наук |
| за цикл наукових праць «Моноклональні та рекомбінантні антитіла для експериментальної біології, медицини і ветеринарії»                                   | Костюченко Олена Петрівна                 | молодший науковий співробітник Інституту біохімії імені О. В. Палладіна НАН України |
| за цикл наукових праць «Моноклональні та рекомбінантні антитіла для експериментальної біології, медицини і ветеринарії»                                   | Глузман Данило Фішелевич                  | доктор медичних наук, виконувач обов'язків завідувача відділу Інституту експериментальної патології, онкології і радіобіології імені Р. Є. Кавецького НАН України                                                                          |
| за цикл наукових праць «Моноклональні та рекомбінантні антитіла для експериментальної біології, медицини і ветеринарії»                                   | Скляренко Лілія Михайлівна                | доктор медичних наук, старший науковий співробітник Інституту експериментальної патології, онкології і радіобіології імені Р. Є. Кавецького НАН України                                                                                    |
| за цикл наукових праць «Моноклональні та рекомбінантні антитіла для експериментальної біології, медицини і ветеринарії»                                   | Шлапацька Лариса Миколаївна               | кандидат біологічних наук, старший науковий співробітник Інституту експериментальної патології, онкології і радіобіології імені Р. Є. Кавецького НАН України                                                                               |
| за цикл наукових праць «Мініінвазивні хірургічні втручання при захворюваннях печінки, жовчних шляхів та підшлункової залози»                              | Скумс Анатолій Васильович                 | доктор медичних наук, завідувач відділу державної установи «Національний інститут хірургії та трансплантології імені О. О. Шалімова» Національної академії медичних наук України                                                           |
| за цикл наукових праць «Мініінвазивні хірургічні втручання при захворюваннях печінки, жовчних шляхів та підшлункової залози»                              | Мошківський Геннадій Юрійович (посмертно) | доктор медичних наук |
| за цикл наукових праць «Мініінвазивні хірургічні втручання при захворюваннях печінки, жовчних шляхів та підшлункової залози»                              | Хомяк Ігор Васильович                     | доктор медичних наук, головний науковий співробітник державної установи «Національний інститут хірургії та трансплантології імені О. О. Шалімова» Національної академії медичних наук України                                              |
| за цикл наукових праць «Мініінвазивні хірургічні втручання при захворюваннях печінки, жовчних шляхів та підшлункової залози»                              | Литвиненко Олександро Миколайович         | доктор медичних наук, провідний науковий співробітник державної установи «Національний інститут хірургії та трансплантології імені О. О. Шалімова» Національної академії медичних наук України                                             |
| за цикл наукових праць «Мініінвазивні хірургічні втручання при захворюваннях печінки, жовчних шляхів та підшлункової залози»                              | Огороднік Петро Васильович                | доктор медичних наук, провідний науковий співробітник державної установи «Національний інститут хірургії та трансплантології імені О. О. Шалімова» Національної академії медичних наук України                                             |
| за цикл наукових праць «Мініінвазивні хірургічні втручання при захворюваннях печінки, жовчних шляхів та підшлункової залози»                              | Копчак Костянтин Володимирович            | доктор медичних наук, старший науковий співробітник державної установи «Національний інститут хірургії та трансплантології імені О. О. Шалімова» Національної академії медичних наук України                                               |
| за цикл наукових праць «Мініінвазивні хірургічні втручання при захворюваннях печінки, жовчних шляхів та підшлункової залози»                              | Каштальян Михайло Арсенійович             | доктор медичних наук, завідувач кафедри Одеського національного медичного університету |
| за цикл наукових праць «Мініінвазивні хірургічні втручання при захворюваннях печінки, жовчних шляхів та підшлункової залози»                              | Шудрак Анатолій Анатолійович              | доктор медичних наук, заступник головного лікаря Національного інституту раку |
| за роботу «Система енергоефективних технологій зберігання зерна та його переробки в харчові і кормові продукти»                                           | Єгоров Богдан Вікторович                  | доктор технічних наук, ректор Одеської національної академії харчових технологій |
| за роботу «Система енергоефективних технологій зберігання зерна та його переробки в харчові і кормові продукти»                                           | Бурдо Олег Григорович                     | доктор технічних наук, завідувач кафедри Одеської національної академії харчових технологій |
| за роботу «Система енергоефективних технологій зберігання зерна та його переробки в харчові і кормові продукти»                                           | Гапонюк Олег Іванович                     | доктор технічних наук, завідувач кафедри Одеської національної академії харчових технологій |
| за роботу «Система енергоефективних технологій зберігання зерна та його переробки в харчові і кормові продукти»                                           | Іоргачова Катерина Георгіївна             | доктор технічних наук, завідувач кафедри Одеської національної академії харчових технологій |
| за роботу «Система енергоефективних технологій зберігання зерна та його переробки в харчові і кормові продукти»                                           | Станкевич Георгій Миколайович             | доктор технічних наук, завідувач кафедри Одеської національної академії харчових технологій |
| за роботу «Система енергоефективних технологій зберігання зерна та його переробки в харчові і кормові продукти»                                           | Ковбаса Володимир Миколайович             | доктор технічних наук, завідувач кафедри Національного університету харчових технологій |
| за роботу «Система енергоефективних технологій зберігання зерна та його переробки в харчові і кормові продукти»                                           | Дробот Віра Іванівна                      | доктор технічних наук, професор Національного університету харчових технологій |
| за роботу «Система енергоефективних технологій зберігання зерна та його переробки в харчові і кормові продукти»                                           | Жукотанський Олександр Васильович         | голова правління публічного акціонерного товариства «Миронівський завод по виготовленню круп і комбікормів» |
| за роботу «Система енергоефективних технологій зберігання зерна та його переробки в харчові і кормові продукти»                                           | Буценко Іван Миколайович                  | голова правління приватного акціонерного товариства «Укрелеваторпром» |
| за роботу «Система енергоефективних технологій зберігання зерна та його переробки в харчові і кормові продукти»                                           | Гулавський Володимир Тадеушевич           | кандидат технічних наук, пенсіонер |
| за роботу «Система сертифікованого виноградного розсадництва України»                                                                                     | Власов Вячеслав Всеволодович              | доктор сільськогосподарських наук, директор Національного наукового центру «Інститут виноградарства і виноробства імені В. Є. Таїрова» Національної академії аграрних наук України                                                         |
| за роботу «Система сертифікованого виноградного розсадництва України»                                                                                     | Мулюкіна Ніна Анатоліївна                 | доктор сільськогосподарських наук, заступник директора Національного наукового центру «Інститут виноградарства і виноробства імені В. Є. Таїрова» Національної академії аграрних наук України                                              |
| за роботу «Система сертифікованого виноградного розсадництва України»                                                                                     | Джабурія Людмила Вікторівна               | кандидат технічних наук, учений секретар Національного наукового центру «Інститут виноградарства і виноробства імені В. Є. Таїрова» Національної академії аграрних наук України                                                            |
| за роботу «Система сертифікованого виноградного розсадництва України»                                                                                     | Зеленянська Наталя Миколаївна             | кандидат сільськогосподарських наук, завідувач відділу Національного наукового центру «Інститут виноградарства і виноробства імені В. Є. Таїрова» Національної академії аграрних наук України                                              |
| за роботу «Система сертифікованого виноградного розсадництва України»                                                                                     | Ковальова Ірина Анатоліївна               | кандидат сільськогосподарських наук, завідувач відділу Національного наукового центру «Інститут виноградарства і виноробства імені В. Є. Таїрова» Національної академії аграрних наук України                                              |
| за роботу «Система сертифікованого виноградного розсадництва України»                                                                                     | Конуп Людмила Олександрівна               | кандидат біологічних наук, завідувач лабораторії Національного наукового центру «Інститут виноградарства і виноробства імені В. Є. Таїрова» Національної академії аграрних наук України                                                    |
| за роботу «Система сертифікованого виноградного розсадництва України»                                                                                     | Чісніков Віталій Степанович               | кандидат сільськогосподарських наук, завідувач лабораторії Національного наукового центру «Інститут виноградарства і виноробства імені В. Є. Таїрова» Національної академії аграрних наук України                                          |
| за роботу «Система сертифікованого виноградного розсадництва України»                                                                                     | Герус Людмила Василівна                   | кандидат сільськогосподарських наук, старший науковий співробітник Національного наукового центру «Інститут виноградарства і виноробства імені В. Є. Таїрова» Національної академії аграрних наук України                                  |
| за роботу «Система сертифікованого виноградного розсадництва України»                                                                                     | Гадзало Ярослав Михайлович                | доктор сільськогосподарських наук, президент Національної академії аграрних наук України |
| за роботу «Система сертифікованого виноградного розсадництва України»                                                                                     | Тулаєва Майя Іванівна                     | кандидат біологічних наук, пенсіонер |
| за підручник «Техніка та технологія буріння гідрогеологічних свердловин». — Дніпропетровськ: НГУ, 2007. — 399 с.                                          | Дудля Микола Андрійович (посмертно)       | кандидат технічних наук |